# Tatwine
Tatwine (o Tatwin) fue el décimo Arzobispo de Canterbury desde el año 731 al 734. Posteriormente, fue canonizado por la Iglesia católica.

## Biografía
Tatwine era merciano de nacimiento, tomó los hábitos en el monasterio de 'Breedon-on-the-Hill en el actual condado de Leicestershire para más tarde convertirse en su abad. Gracias a la influencia del Ethelbaldo de Mercia fue nombrado Arzobispo de Canterbury el año 731 siendo consagrado el 10 de junio de 731.
Fue el primero de una serie mercianos que ocuparon ese cargo en Canterbury durante los años siguientes. Además de su haber consagrado a los obispos de Lindsey y Selsey en el 733, el período de Tatwine como arzobispo parece haber tenido muy pocos incidentes aunque algunos subrayan su papel en la renovación de la escuela.
Murió el 30 de julio de 734. Más tarde fue canonizado, su fiesta se celebra el 30 de julio.

## Legado
Comentarios de Beda en relación con Tatwine: "vir religione et Prudentia insignis, sacris literis quoque Adiestrado nobiliter" ("un hombre notable por su prudencia, dedicación y aprendizaje"). Estas cualidades se reflejan en los dos manuscritos que llegaron hasta nuestros días: de sus Enigmas y cuatro de su Gramática.
Gramática se basa en las obras de Prisciano y Consentius, pero de una manera más sencilla y más adecuada para principiantes de la lengua. En sus Enigmas combina temas tan diversos como la filosofía y la caridad, los cinco sentidos y el alfabeto, escritos de forma acróstica.
Su trabajo se completó antes de ser arzobispo, y fue utilizado no sólo en Inglaterra sino también en el continente. Su libro de gramática se publicó como Ars Grammatica en 1868.
| Predecesor: Berhtwald | Arzobispo de Canterbury 731 - 734 | Sucesor: Nothelm |